# Jorge III, Conde de Hesse-Itter
Jorge III de Hesse-Darmstadt (em alemão, Georg III. von Hessen-Itter; Darmstadt, 29 de setembro de 1632 - Vöhl, 19 de julho de 1676) foi o único conde de Hesse-Itter.

## Família
Jorge era o terceiro filho do conde Jorge II de Hesse-Darmstadt e da duquesa Sofia Leonor da Saxónia. Os seus avós paternos eram o conde Luís V de Hesse-Darmstadt e a marquesa Madalena de Brandemburgo. Os seus avós maternos eram o príncipe-eleitor João Jorge I da Saxónia e a duquesa Madalena Sibila da Prússia.

## Vida
Depois da morte do seu pai em 1661, Jorge tornou-se conde de Hesse-Itter, um enclave na zona de Waldeck. Jorge queria que a sua residência oficial fosse o Castelo de Itter e começou a fazer obras de ampliação, mas morreu antes de completar o seu trabalho.

## Casamentos e descendência
Jorge casou-se primeiro com a duquesa Doroteia Augusta de Schleswig-Holstein-Sonderburg-Franzhagen a 5 de maio de 1661. A noiva acabaria por morrer pouco depois, sem descendência.
O seu segundo casamento realizou-se a 21 de julho de 1667 com a condessa Juliana Alexandrina de Leinigen-Heidesheim. O casal teve três filhas:
- Sofia Juliana de Hesse-Itter (17 de julho de 1668 - 9 de agosto de 1668)
- Leonor de Hesse-Itter (15 de agosto de 1669 - 4 de setembro de 1714)
- Madalena Sibila de Hesse-Itter (14 de outubro de 1671 - 21 de abril de 1720)